# Espinosa de Cerrato
Espinosa de Cerrato é um município da Espanha na província de Palência, comunidade autónoma de Castela e Leão, de área  km² com população de 207 habitantes (2007) e densidade populacional de 4,98 hab/km².

## Demografia
| Variação demográfica do município entre 1991 e 2004 | Variação demográfica do município entre 1991 e 2004 | Variação demográfica do município entre 1991 e 2004 | Variação demográfica do município entre 1991 e 2004 |
| --------------------------------------------------- | --------------------------------------------------- | --------------------------------------------------- | --------------------------------------------------- |
| 1991                                                | 1996                                                | 2001                                                | 2004                                                |
| 314                                                 | 277                                                 | 249                                                 | 225                                                 |